# Helsingborgsryggen
Helsingborgsryggen är en förhöjning av berggrunden i nordvästra Skåne som skapades genom landhöjning på grund av inlandsisens bortsmältning. Ryggen sträcker sig från Viken till Svalöv och berggrunden består av skiftande lager av sandsten och lerskiffer med inslag av kolflötser där ytskiktet till största delen består av moränlera.